# Le più belle genovesi!
Le più belle genovesi!, dal sottotitolo Il meglio del repertorio classico e moderno, è una raccolta pubblicata nel 1973 dall'etichetta Area record.

## Tracce
Lato A
1. Trilli Trilli (Anonimo, Darini)
2. Olidin Olidena (Niliomi, Funky)
3. Strasse' (Badino, A. De Scalzi)
4. O ricordo (Foppiano, Bergonzi)
5. Vegie carossette (Niliomi, Funky)
6. Schitta pescio (Carrai, A. De Scalzi)

Lato B
1. Ma se ghe penso (Margutti, Cappello)
2. Baciccin vattene a ca' (Niliomi, Funky)
3. Ca' mae (Badino, A. De Scalzi)
4. Quarto a o ma (Buzzelli, Lugar, Mazzarella)
5. Arvi o barcon, Rosin (Niliomi, Funky)
6. Sensa moae (Isopiro)